# Fuentesecas
Fuentesecas – gmina w Hiszpanii, w prowincji Zamora, w Kastylii i León, o powierzchni 14,61 km². W 2011 roku gmina liczyła 72 mieszkańców.